# Astrophytum coahuilense
Астрофитум коауильский (лат. Astrophýtum coahuilense), или Астрофитум коауиленз — вид из рода Астрофитум.

## История
Этот вид встречается на территории штатов Коауила и Дуранго в Мексике. Некоторые таксономисты рассматривают A. coahuilense в качестве подвида Astrophytum myriostigma.
- Astrophytum coahuilense